# Wiebesia isabella
Wiebesia isabella är en stekelart som beskrevs av Wiebes 1993. Wiebesia isabella ingår i släktet Wiebesia och familjen fikonsteklar.
Artens utbredningsområde är Filippinerna. Inga underarter finns listade i Catalogue of Life.